# ゾフィー・シャルロッテ・フォン・ハノーファー
ゾフィー・シャルロッテ・フォン・ハノーファー（ドイツ語: Sophie Charlotte von Hannover, 1668年10月30日 - 1705年2月1日）は、プロイセン王およびブランデンブルク選帝侯フリードリヒ1世（3世）の妃。ハノーファー選帝侯エルンスト・アウグストと妃ゾフィーの娘。ハノーファー選帝侯ゲオルク・ルートヴィヒ、後のイギリス王ジョージ1世の妹。

## 生涯
1668年にオスナブリュック近郊で生まれる。当時、父エルンスト・アウグストはオスナブリュック司教であった。
フランス王ルイ14世の再婚相手になるという噂が立ったこともあるが、1684年にフリードリヒ・ヴィルヘルム大選帝侯の嫡男フリードリヒの2度目の妻となった。フリードリヒは1688年にブランデンブルク選帝侯フリードリヒ3世となった。1701年にはゾフィー・シャルロッテとともにケーニヒスベルクへ赴いて戴冠式を行い、プロイセンの王フリードリヒ1世となった。
生活習慣の不一致と夫の多情にもかかわらず、夫フリードリヒとの仲は良かった。2人の間には2男が生まれたが、長男フリードリヒ・アウグスト（1685年 - 1686年）は夭逝し、唯一成人した子供が後の「兵隊王」フリードリヒ・ヴィルヘルム1世（1688年 - 1740年）である。
ゾフィー・シャルロッテはフランス語が巧みで、またライプニッツと文通していたなど、才女として知られる。彼女のサロンには当時の一流の芸術家や学者が集まり、ベルリンの学芸は大いに盛んになった。またフリードリヒも、妃の影響もあって科学と芸術の振興に務め、ベルリンを「シュプレー河畔のアテネ」と呼ばれるまでにした。1699年にゾフィー・シャルロッテのために夏の離宮として建設し、サロンが置かれたリーツェンブルク宮殿は、彼女の死後にシャルロッテンブルク宮殿と名を改められた。
1705年、肺炎のためハノーファーで死去した。36歳没。

## 子女
- フリードリヒ・アウグスト（1685年 - 1686年）
- フリードリヒ・ヴィルヘルム（1688年 - 1740年） - プロイセン王